# ソニー α NEXシリーズ

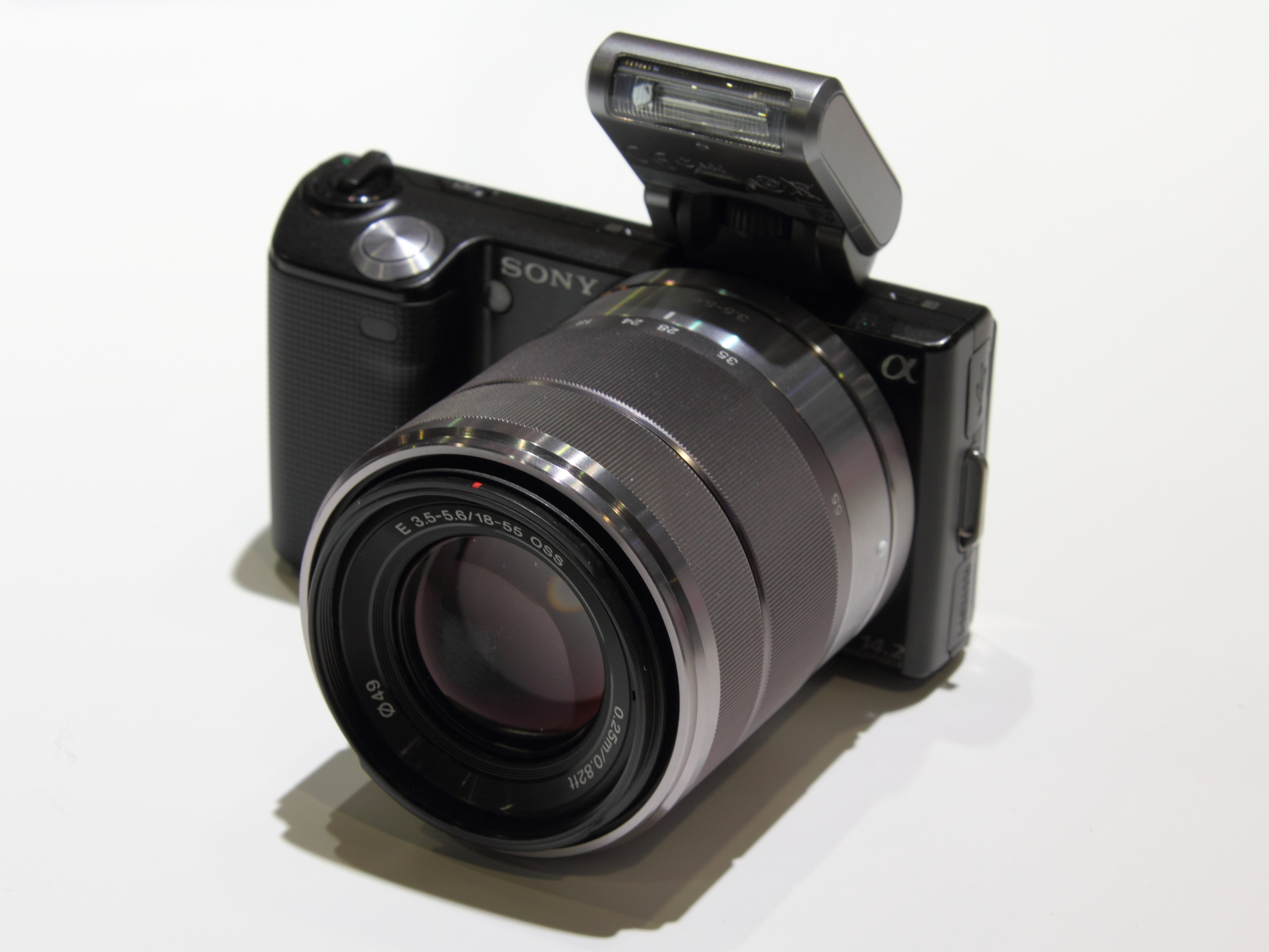
NEX-5

α NEX（アルファ・エヌイーエックス）は、ソニーが展開するミラーレス一眼カメラのシリーズである（以下、NEXと表記）。

## 概要
2008年12月初旬にデジタル一眼レフカメラのαのもっとサイズの小さなものというコンセプトを元に開発が始まった。2010年のフォト・マーケティング・アソシエーション・トレードショーにてレンズ交換式のAPS-Cセンサー搭載のミラーレス一眼カメラのモックアップの披露と2010年内発売の発表を行い、同年5月にはNEX-3とNEX-5の2機種の詳細な仕様と発売日を発表し、2010年6月3日にNEX-3を6月10日にNEX-5を発売した。
ソニーのカメラとしてはαとサイバーショットの中間に当たるが、サイバーショットの上位ラインではなく、あくまでもαの系列だとしている。発売当時、ミラーレス一眼カメラはパナソニックやオリンパスなどから発売されており、ミラーレス一眼カメラとしては後続である。しかし、先行するオリンパス・パナソニック2社のマイクロフォーサーズ規格よりも大きなAPS-Cサイズのイメージセンサーを使用した規格を採用しており、ボディも発売当時で世界最小最軽量となっている。レンズマウントは従来のAマウントとは異なり、新たにNEX用に開発されたEマウントシステムとなる。ミラー（レフ）機構が搭載されていないため、従来の一眼レフカメラからの大幅な小型化を実現した。
なお、NEXは“ネックス”ではなく“エヌイーエックス”と読むのが正しい。
2013年10月発表のα7シリーズ以降、α NEXの名は廃止され、αで統一されることが発表されている。

## 製品

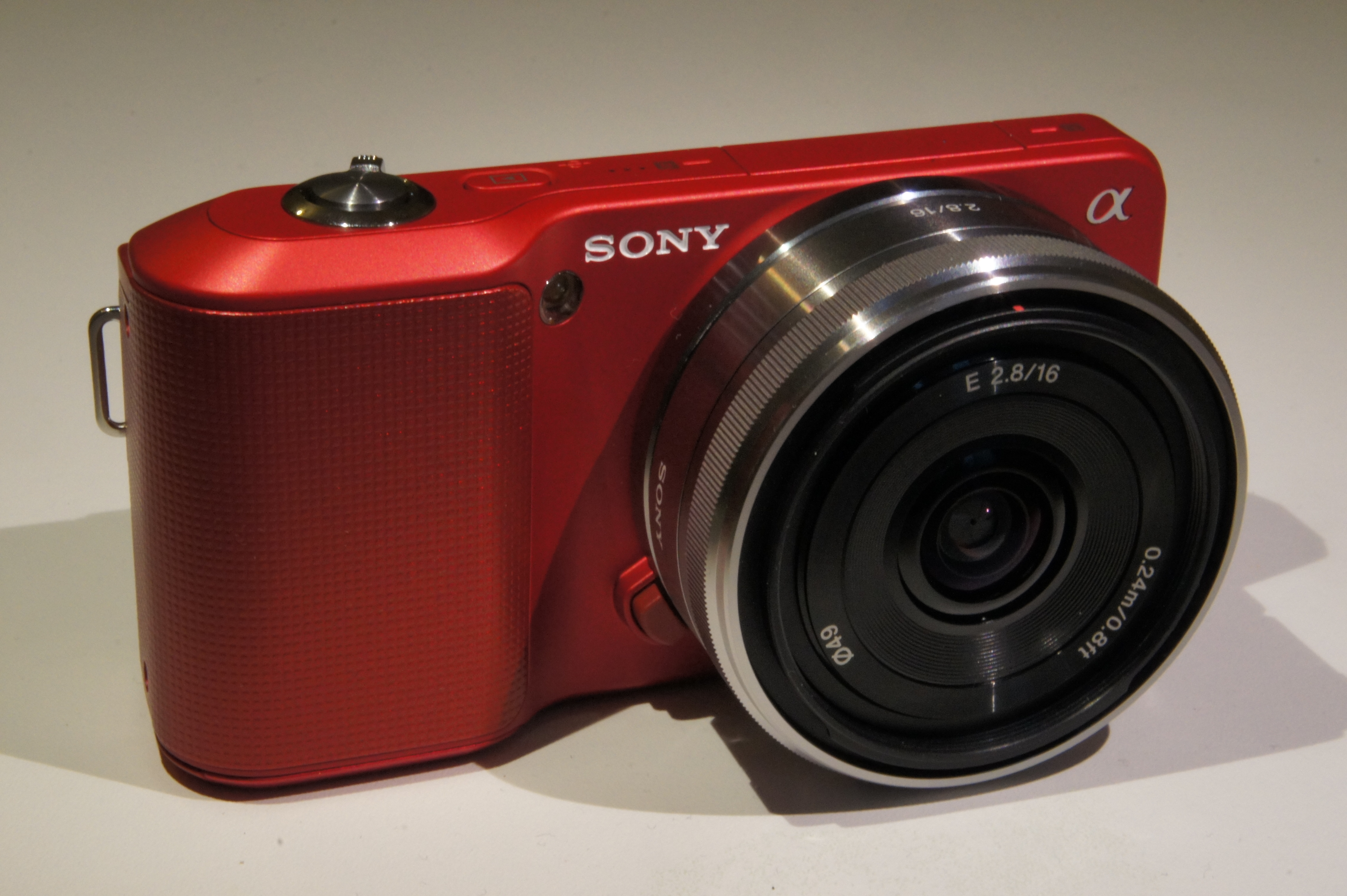
NEX-3

実際の型番にαはつかない。

### NEX-3/α5000シリーズ

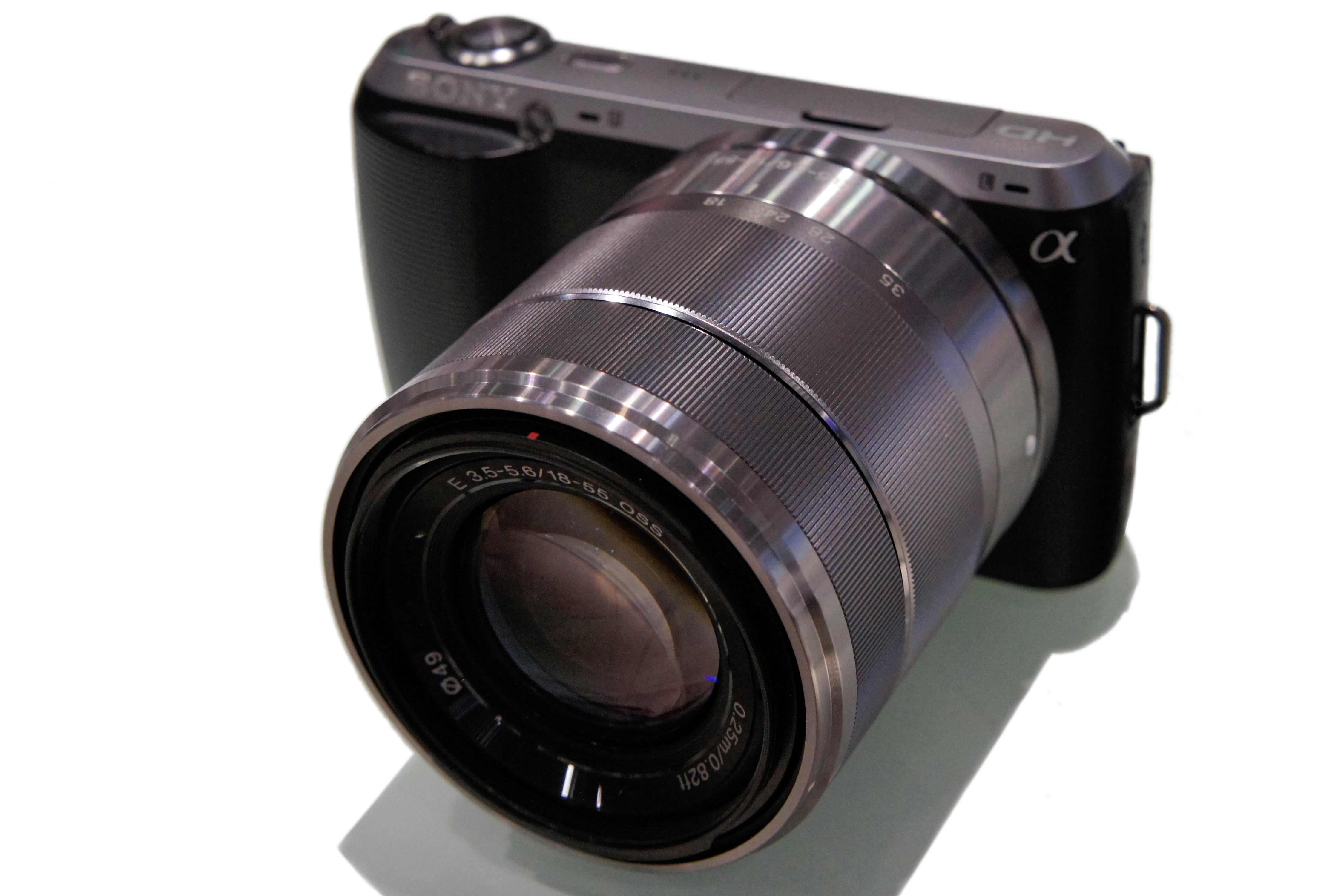
NEX-C3

α NEX-3
2010年6月3日発売。1420万画素「Exmor」CMOSセンサー、「BIONZ」画像処理エンジン、「オートHDR」、「Dレンジオプティマイザー」、「スイングパノラマ」などを搭載し、ISO200-12800まで対応した。MPEG4形式1280x720/30pのハイビジョン動画撮影も可能。アクセサリーシューにはスマートアクセサリーターミナルを採用。
- α NEX-3A（薄型広角レンズキット）
- α NEX-3D（ダブルレンズキット）
- α NEX-3K（ズームレンズキット）

α NEX-C3
2011年6月24日発売。1620万画素「Exmor」CMOSセンサー、「BIONZ」画像処理エンジンなどを搭載。ISO200-12800まで対応。省電力化により撮影枚数も400枚に増加した。大きさ109.6 x 60.0 x 33.0 mm、最薄部25.9mm、本体質量225gを実現し、発表時点で、APS-Cサイズのイメージセンサーを搭載したレンズ交換式デジタルカメラボディにおいて、世界最小・最軽量。
- α NEX-C3D（ダブルレンズキット）
- α NEX-C3K（ズームレンズキット） - 2012年1月で生産完了。
- α NEX-C3Y（ダブルズームレンズキット） - 2011年11月11日発売予定→発売未定→発売中止。

α NEX-F3
2012年6月15日発売。3シリーズで初めてAVCHD形式の1920x1080/60i・24pのフルハイビジョン動画撮影に対応し、ISOも16000まで対応。液晶モニターは上方向に180度回転し、自分撮りが容易になった（下方向へは13度まで）。撮影した画像を自動で切り出し、プロのように仕上げるオートポートレートフレーミング機能、そして全画素超解像ズームを搭載した。フラッシュはNEX-7同様内蔵式。
- α NEX-F3K（ズームレンズキット）
- α NEX-F3Y（ダブルズームレンズキット）

α NEX-3N
2013年3月8日発売。本体側にもズームレバー（パワーズーム搭載レンズ用）を搭載した。また、オートフレーミングが強化され、人物認識が2人まで可能に。オート追尾フレーミングも搭載され、動いてる被写体や花などの被写体にも機能が働くようになった。なお、F3に搭載されていたスマートアクセサリーターミナル/2は搭載しない。グリップが薄くなり、爪の長い女性でも持ちやすいように改善された。また、液晶は下方向への調整が出来なくなっている。それ以外はほぼNEX-F3を踏襲。
- α NEX-3NL（パワーズームレンズキット）
- α NEX-3NY（ダブルズームレンズキット）

α5000
2014年2月7日発売。NEX-3Nの後継。APS-Cサイズのセンサーを搭載したレンズ交換式デジタルカメラとして世界最小最軽量をうたう。α7同様の画像処理エンジンBIONZ Xを搭載し、ディテールリプロダクション技術によりリアリティが向上した。WiFiに加えNFCも搭載し、PlayMemories Camera Appsにも対応する。また、HDMI端子はこれまでのよりも更に小さいtypeD端子に変更された。
- α5000 ILCE-5000L（パワーズームレンズキット）
- α5000 ILCE-5000Y（ダブルズームレンズキット）

α5000以降のEマウント機についてはα (カメラ)を参照。

### NEX-5シリーズ

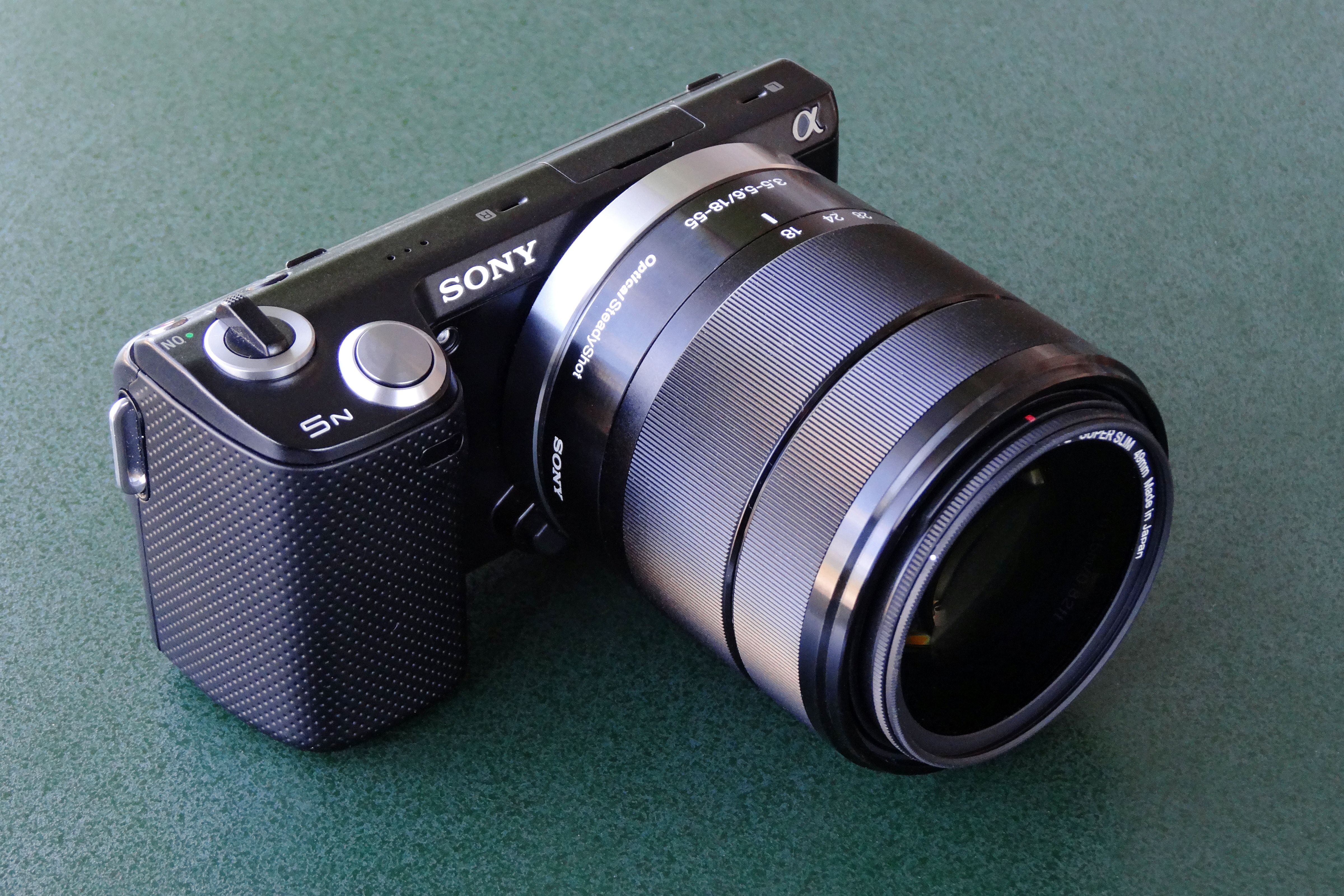
NEX-5N

α NEX-5
2010年6月10日発売。1420万画素「Exmor」CMOSセンサー、「BIONZ」画像処理エンジン、「オートHDR」、「Dレンジオプティマイザー」、「スイングパノラマ」などを搭載し、ISO200-12800まで対応。AVCHD形式1920x1080/60iのフルハイビジョン動画撮影も可能。
- α NEX-5A（薄型広角レンズキット）
- α NEX-5D（ダブルレンズキット）
- α NEX-5K（ズームレンズキット）

α NEX-5N
2011年9月9日発売。1610万画素「Exmor」CMOSセンサー、「BIONZ」画像処理エンジン、タッチパネルなどを搭載。ISO100-25600まで対応。AVCHD形式の1920x1080/60i・60p・24pのフルハイビジョン動画撮影も可能。
- α NEX-5ND（ダブルレンズキット）
- α NEX-5NK（ズームレンズキット）
- α NEX-5NY（ダブルズームレンズキット） - 2011年11月11日発売予定→発売未定→2012年5月発売予定。

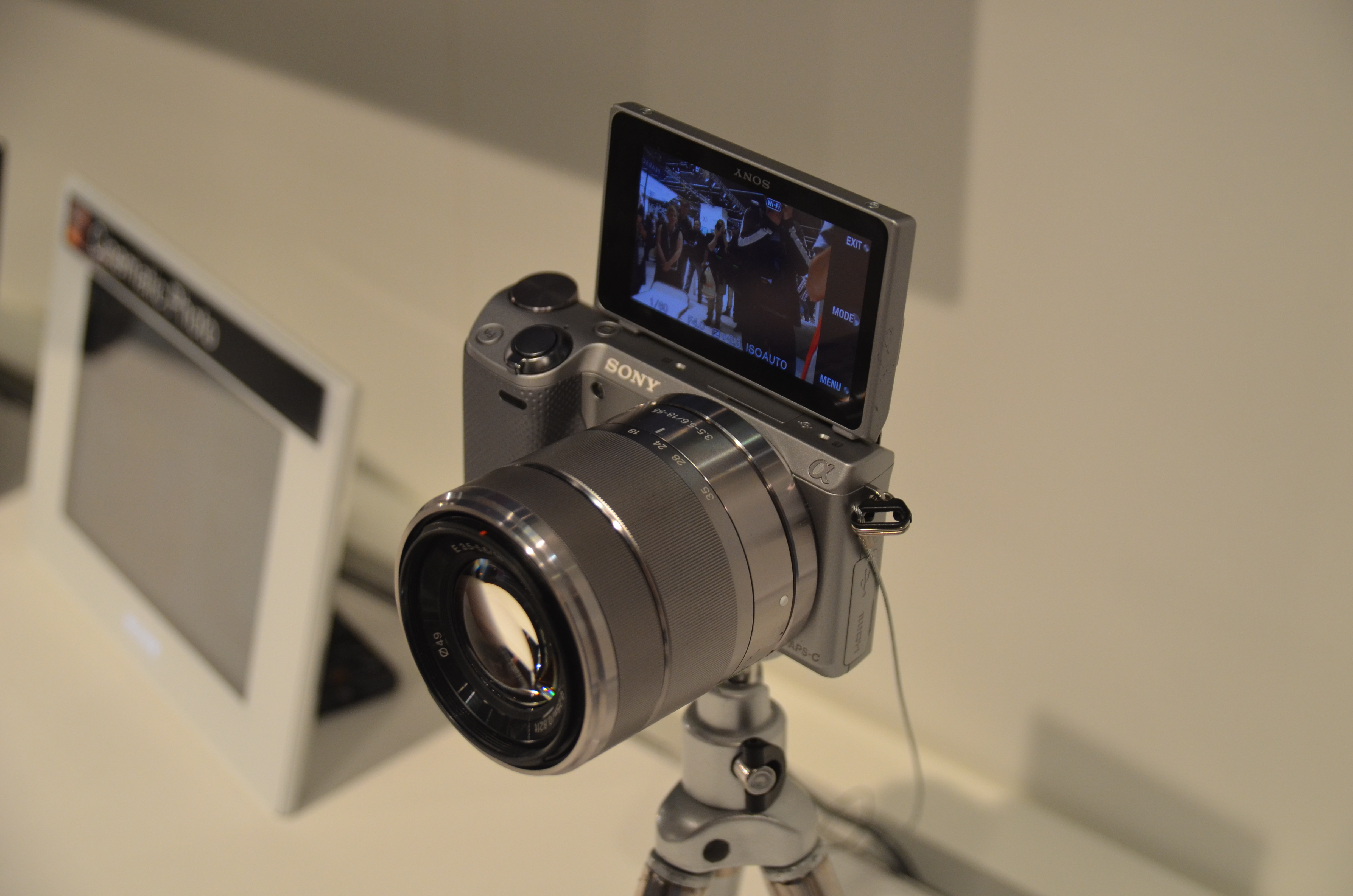
NEX-5R

α NEX-5R
2012年11月16日発売。NEX-5Nの後継。像面位相差AFとコントラストAFを組み合わせたファストハイブリッドAFを搭載し、対応レンズでは合焦速度が大幅に短縮された。また、無線LAN機能を標準搭載し、PlayMemories Camera Appsと呼ばれる追加機能を導入することができる。液晶はNEX-F3同様自分撮りができるように180度回転が可能。F3と比べ、下にも50度まで向くように強化されている。また、設定を素早く変更できるコントロールダイヤルに加え、全画素超解像ズームも搭載する。本機種およびNEX-6はUSB充電に対応した。なお、この機種とNEX-6よりレンズキットがパワーズームを搭載したE PZ 16-50mm F3.5-5.6 OSSに変更された。
- α NEX-5RL（パワーズームレンズキット）
- α NEX-5RY（ダブルズームレンズキット）

α NEX-5T
2013年9月13日発売。NEX-5Rの後継かつマイナーチェンジモデル。αシリーズでは初めてNFCに対応し（ソニーのカメラ全体ではDSC-RX100M2に次いで二例目）、同機能を使ったワンタッチリモートとワンタッチシェアリングに対応した。また、液晶がトリルミナスカラー対応になっている。それ以外の性能はほぼNEX-5Rに準ずる。
- α NEX-5TL（パワーズームレンズキット）
- α NEX-5TY（ダブルズームレンズキット）

### NEX-7/6シリーズ

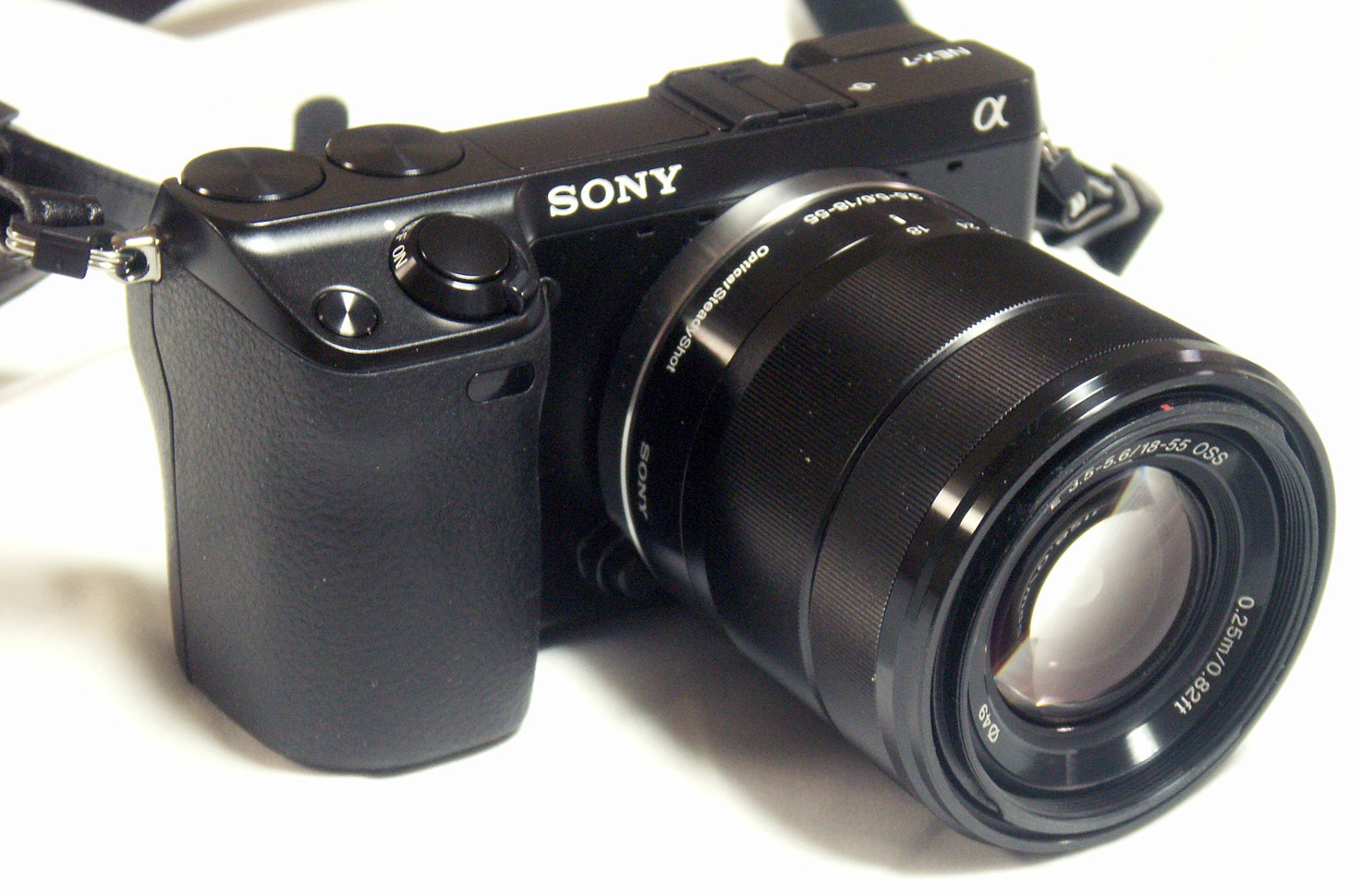
NEX-7K

α NEX-7
2011年11月11日には発売日未定と発表され、その後2012年1月27日発売予定と発表された。2430万画素「Exmor」CMOSセンサー、「BIONZ」画像処理エンジン、有機EL電子ビューファインダーなどを搭載。ISO100-16000まで対応。AVCHD形式の1920x1080/60i・60p・24pのフルハイビジョン動画撮影も可能。アクセサリーシューにはオートロックアクセサリーシューを採用。
- α NEX-7K（ズームレンズキット）

- α NEX-6

同日発表されたNEX-5R同様2012年11月16日発売。NEX-7の下位機種にあたる。ただし、NEX-5Rと同様に無線LAN機能を搭載し、PlayMemories Camera Appsにも対応。7がTri-Dial Naviと呼ばれるダイヤルインターフェースで操作するのに対し、6ではNEXシリーズでは初めてモードダイヤルを搭載する。その下にはコントロールダイヤルも装備され、これまでの一眼レフに近い操作感覚を実現した。NEX-5R同様、USBポートからの充電にも対応し全画素超解像ズームも搭載。アクセサリーシューは7のオートロックアクセサリーシューではなく、α99同様のマルチインターフェースシューになる。
- α NEX-6L（パワーズームレンズキット）
- α NEX-6Y（ダブルズームレンズキット）